# Orford Ness
Orford Ness liegt in der Grafschaft Suffolk an der Südostküste von Großbritannien (Region East Anglia). Es handelt sich mit rund neun Quadratkilometern Fläche (bei einer Länge von etwa 15 Kilometern) um die größte bewachsene Nehrung Europas mit Kiesboden. Die Halbinsel befindet sich an der Mündung des Flusses Alde in der Nähe der Ortschaften Orford und Aldeburgh.
Auf der Halbinsel befinden sich die Überreste eines Verteidigungsturms aus dem 19. Jahrhundert und einige ehemalige Militäranlagen aus dem 20. Jahrhundert, in denen während beider Weltkriege und während des Kalten Krieges geheime Tests des Britischen Verteidigungsministeriums durchgeführt wurden, darunter solche zur (Weiter-)Entwicklung von Kernwaffen. Der Leuchtturm (Orfordness Lighthouse) von 1792 wurde 2020 abgerissen, weil der Untergrund, auf dem er stand, vom Meer erodiert wurde.
Heute ist Orford Ness ein von Besuchern begehbares Naturschutzgebiet und gehört zum National Trust. Die ehemaligen Militärgebäude sind allerdings für die Öffentlichkeit gesperrt.

## BBC-Sendeanlage
Auf der Halbinsel befand sich eine große und sehr bekannte Sendeanlage für Mittelwelle des BBC World Service, dem Auslandsdienst der BBC. Als Sendeantenne kamen hierbei für die Frequenz 648 kHz eine Richtantenne bestehend aus fünf 106,7 Meter hohen, freistehenden und gegen Erde isolierten selbststrahlenden Sendetürmen und für die Frequenz 1296 kHz eine aus sechs freistehenden, gegen Erde isolierten selbststrahlenden Sendetürmen zum Einsatz.
Dafür genutzt wurden die Gebäude der ehemaligen experimentellen Überhorizontradar-Anlage Cobra Mist. Der Betrieb der Sendeanlage wurde im Mai 2012 nach rund 30 Jahren Betrieb beendet.